# 19-я воздушная истребительная армия ПВО
19-я воздушная истребительная армия ПВО (19-я ВИА ПВО) — оперативное объединение войск ПВО СССР, предназначенное для обеспечения задач противовоздушной обороны самостоятельно и во взаимодействии с другими видами Вооружённых Сил и родами войск (сил) ВС СССР.

## История наименований
- 1-я воздушная истребительная армия ПВО;
- 19-я воздушная истребительная армия ПВО (c 01.02.1946 г.);
- 78-я воздушная истребительная армия ПВО (с 20.02.1949 г.);
- 64-я воздушная истребительная армия ПВО (с 31.10.1949 г.);
- 52-я воздушная истребительная армия ПВО (с 01.02.1952 г.).

## Формирование
Воздушная истребительная армия сформирована в связи с решением Правительства СССР о реорганизации системы ПВО страны в феврале 1946 года.

## Переформирование
В соответствии с решением Верховного главнокомандующего 19-я воздушная истребительная армия ПВО переименована в 78-ю воздушную истребительную армию ПВО.

## Подчинение
| Объединение                                 | Период                  |
| ------------------------------------------- | ----------------------- |
| Центральный округ ПВО Войска ПВО Москвы     | 01.02.1946 — 23.05.1946 |
| Северо-Западный округ ПВО Войска ПВО Москвы | 23.05.1946 — 14.08.1948 |
| Московский район ПВО                        | 14.08.1948 — 20.02.1949 |

## Командующий

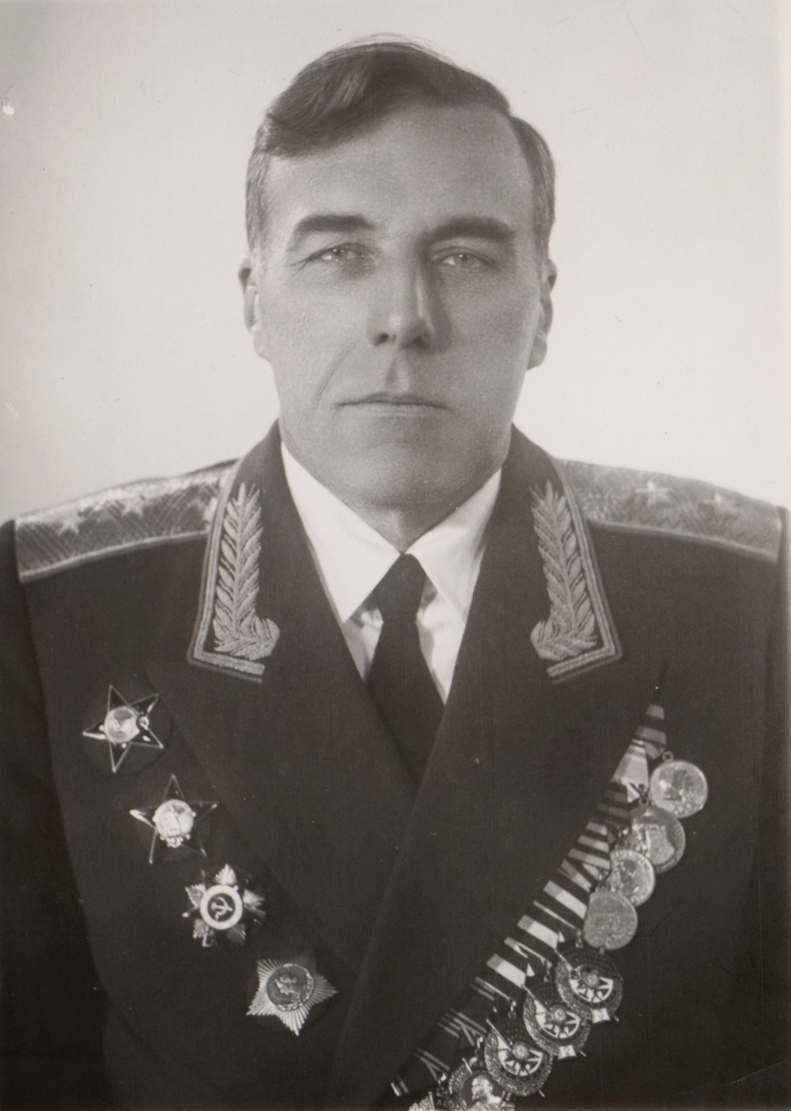
Командующий армией С. А. Пестов

- Генерал-лейтенант авиации Пестов Серафим Александрович, 01.02.1946 — 01.1947
- Генерал-лейтенант авиации Савицкий Евгений Яковлевич, 08.1948 — 20.02.1949

## Состав
- 31-й истребительный авиационный корпус ПВО (Ярославль)[1]:
  - 142-я истребительная авиационная дивизия ПВО[1] (с 10.1948, Правдинск, Горький)
  - 94-я истребительная авиационная дивизия ПВО (1949)[1] (с 06.1949, Иваново)
  - 122-я истребительная авиационная Печенгская дивизия ПВО (с 08.07.1946 г., Арктика, Мурманская область);
  - 303-я истребительная авиационная дивизия[1] (Дядьково, Ярославская область).
  - 74-я авиационно-техническая дивизия тыла (Ярославль)[1].
- 32-й истребительный авиационный корпус ПВО (Брянск)[1]:
  - 15-я гвардейская истребительная авиационная дивизия (Орел);
  - 328-я истребительная авиационная дивизия (с 08.07.1946 г., Елец);
  - 324-я истребительная авиационная дивизия (с 08.07.1946 г., Калуга);
  - 3-я гвардейская истребительная авиационная дивизия (с 28.09.1948 г., Брянск)
- 33-й истребительный авиационный корпус ПВО (Москва, Ржев)[1]:
  - 5-я гвардейская истребительная авиационная дивизия ПВО (с 01.09.1948, Клин);
  - 97-я истребительная авиационная дивизия ПВО (с 01.09.1948, Клин);
  - 106-я истребительная авиационная дивизия ПВО (Выползово, Калининская область);
  - 125-я истребительная авиационная дивизия ПВО (Каунас)
  - 144-я истребительная авиационная дивизия ПВО (Барановичи Брестская область).
- 37-й истребительный авиационный корпус ПВО (Моршанск, Тамбовская область)[1]:
  - 18-я истребительная авиационная дивизия ПВО (Кашира);
  - 97-я истребительная авиационная дивизия ПВО (Моршанск);

В октябре 1949 года переименованы:
- 31-й истребительный авиационный корпус ПВО в 56-й истребительный авиационный корпус ПВО (Ярославль);
- 32-й истребительный авиационный корпус ПВО в 78-й истребительный авиационный корпус ПВО (Брянск);
- 33-й истребительный авиационный корпус ПВО в 88-й истребительный авиационный корпус ПВО (Ржев).

37-й истребительный авиационный корпус ПВО не переименовывался (Моршанск, Тамбовская область).

## Базирование
| Период                  | Город  |
| ----------------------- | ------ |
| 01.02.1946 - 20.02.1949 | Москва |